# Taraftarium24
Futbolseverlerin merakla beklediği ve Taraftarium 24 üzerinden yoğun ilgiyle takip edilen Fenerbahçe - Benfica karşılaşması, heyecan dolu dakikalara sahne oldu. UEFA Avrupa sahnesinde büyük önem taşıyan bu mücadele, iki köklü kulübün prestij savaşını bir kez daha gözler önüne serdi. İşte maçın detaylı analizi:

## Maç Öncesi Atmosfer: Taraftarın Umudu Yüksek
Fenerbahçe taraftarı, maç öncesi Kadıköy'de müthiş bir atmosfer oluşturdu. Taraftarium 24 üzerinden binlerce kişi mücadeleyi canlı izlerken, sosyal medyada da büyük bir etkileşim yaşandı. Sarı-lacivertli ekip, ev sahibi olmanın avantajını kullanarak maça yüksek motivasyonla çıktı.
Benfica cephesi ise sakin ve kontrollü bir şekilde mücadeleye hazırlanırken, teknik direktörlerinin tecrübesiyle sahaya disiplinli bir oyun planı sundu.

## İlk Yarı: Dengeli ve Temkinli Oyun
Maçın ilk yarısı, iki takımın da birbirini tarttığı, daha çok orta saha mücadelesine sahne olan bir oyunla geçti. Fenerbahçe, İsmail Kartal yönetiminde kontrollü bir oyun sergilerken, savunmada Serdar Aziz ve Djiku’nun uyumu dikkat çekti.
Benfica ise hızlı kanat oyuncuları ve teknik orta sahasıyla zaman zaman Fenerbahçe savunmasını zorladı. Taraftarium 24 canlı yayınında yorumcular, ilk yarıda Fenerbahçe'nin hücum varyasyonlarında daha cesur olması gerektiğine vurgu yaptı.

## İkinci Yarı: Heyecanın Tırmandığı Anlar
İkinci yarıda tempo oldukça yükseldi. 55. dakikada Fred’in uzaktan şutu direkten dönerken, Kadıköy adeta ayağa kalktı. Fenerbahçe baskıyı artırdı, özellikle Tadic’in oyun kurucu rolü maçın kader anlarını şekillendirdi.
Ancak Benfica, 72. dakikada gelişen hızlı bir atakta Joao Mario’nun ayağından bulduğu golle öne geçti. Golden sonra Fenerbahçe tüm hatlarıyla hücuma yöneldi. Taraftar desteğiyle baskı kuran sarı-lacivertliler, 83. dakikada Dzeko’nun kafa golüyle skoru dengeledi.

## Maçın Yıldızı ve Teknik Değerlendirme
Maçın yıldızı Fenerbahçe adına Dusan Tadic olurken, Benfica'da Joao Mario oyun zekâsı ve pas kalitesiyle öne çıktı. Teknik analizlere göre, Fenerbahçe topa daha fazla sahip olmasına rağmen, pozisyon üretiminde zaman zaman sıkıntı yaşadı. Bu da rakibin kompakt savunma anlayışının bir sonucuydu.

## Taraftarium 24 ile Tribünden Ekrana Taşan Heyecan
Taraftarium 24, bu tür dev maçlarda sağladığı kesintisiz yayın ve etkileşimli platform yapısıyla futbolseverlerin vazgeçilmezi olmayı sürdürüyor. İzleyiciler maç sırasında platform üzerinden yorumlarını paylaştı, heyecanı birlikte yaşadı.

## Sonuç ve Beklentiler
1-1’lik skor, iki takım adına da tur şansını rövanş maçına taşıdı. Fenerbahçe için deplasman mücadelesi zorlu geçecek olsa da, bu performans ışığında umut verici bir tablo çizildi.
Taraftarium 24 ekranlarında izlenen bu mücadele, futbolun bir kez daha birleştirici ve heyecan verici gücünü gözler önüne serdi.
1. ↑  «Selçuk HD Sport» (en turc), 11-03-2025. [Consulta: 20 agost 2025].
2. ↑  Sport, Selçuk. «Fenerbahçe Benfica’yı elerse ne olacak ? Kiminle eşleşecek ?» (en turc), 19-08-2025. [Consulta: 20 agost 2025].
3. ↑  Sport, Selçuk. «Fenerbahçe – Benfica Şampiyonlar Ligi Ön Eleme Maçı: Şifresiz Taraftarium 24’te» (en turc), 19-08-2025. [Consulta: 20 agost 2025].
4. ↑  Error: hi ha títol o url, però calen tots dos paràmetres.«».
5. ↑  «Selçuk HD Sport» (en turc), 11-03-2025. [Consulta: 20 agost 2025].
6. ↑  Sport, Selçuk. «Şampiyonlar Ligi Canlı İzle – UEFA Champions League» (en turc), 30-07-2025. [Consulta: 20 agost 2025].
7. ↑  Sport, Selçuk. «Şifresiz Futbol Maçları Nereden İzlenir?» (en turc), 19-07-2025. [Consulta: 20 agost 2025].
8. ↑  Sport, Selçuk. «Exxen Bedava İzle ve Şifresiz İzle: Yöntemler ve Detaylar» (en turc), 12-08-2025. [Consulta: 20 agost 2025].
9. ↑  Sport, Selçuk. «Mobil Uygulamalarla Canlı Maç İzleme: En İyi 10 Uygulama» (en turc), 26-06-2025. [Consulta: 20 agost 2025].
10. ↑  Sport, Selçuk. «Maç Linki Nasıl Bulunur? En Hızlı ve Güvenilir Yöntemler» (en turc), 02-03-2025. [Consulta: 20 agost 2025].